# Langø Sogn
Langø Sogn (bis 1. Oktober 2010: Langø Kirkedistrikt  (dt.: Kirchenbezirk) im Kappel Sogn) ist eine Kirchspielsgemeinde (dän.: Sogn) auf der Insel Lolland im südlichen Dänemark. Bis zum 1. Oktober 2010 war sie lediglich ein Kirchenbezirk im Kappel Sogn. Als zu diesem Termin sämtliche Kirchenbezirke Dänemarks aufgelöst wurden, wurde sie ein selbständiges Sogn.
Im Kirchspiel leben 316 Einwohner, davon 269 im Kirchdorf (Stand: 1. Januar 2023).
Im Kirchspiel liegt die Kirche „Langø Kirke“.

## Geschichte
Bis 1970 gehörte Kappel Sogn zur Harde Lollands Sønder Herred im damaligen Maribo Amt, danach zur Rudbjerg Kommune im
Storstrøms Amt, die im Zuge der  Kommunalreform zum 1. Januar 2007 in der
Lolland Kommune in der Region Sjælland aufgegangen ist.